# Keila (Turíngia)
Keila é um município da Alemanha localizado no distrito de Saale-Orla, estado de Turíngia.
Pertence ao Verwaltungsgemeinschaft de Ranis-Ziegenrück.

## Demografia
Evolução da população (31 de dezembro):
| - 1994 – 88 - 1995 – 88 - 1996 – 88 - 1997 – 88 | - 1998 – 76 - 1999 – 75 - 2000 – 87 - 2001 – 88 | - 2002 – 94 - 2003 – 89 - 2004 – 91 - 2005 – 93 |

Fonte: Thüringer Landesamt für Statistik